# Dornhalde-Haldenwald
Das Gebiet Dornhalde-Haldenwald ist ein Landschaftsschutzgebiet in der baden-württembergischen Landeshauptstadt Stuttgart. Es wurde am 23. Dezember 1998 von der Stadt Stuttgart durch Verordnung ausgewiesen.

## Lage und Beschreibung
Das knapp 70 Hektar große Landschaftsschutzgebiet liegt im Süden von Stuttgart zwischen den Stadtvierteln Kaltental und Sonnenberg.
Im Norden grenzt es an das Landschaftsschutzgebiet Waldfriedhof-Dornhalde und im Süden an das Landschaftsschutzgebiet Glemswald. Naturräumlich gehört es zur Stuttgarter Bucht.
Es umfasst im Wesentlichen die Waldgebiete Haldenwald südlich und Kohlhau nördlich des Kohlbachtals, eine große Obstbaumwiese im Gewann Kressart und die Dornhalde, die sich durch viele Freizeit- und Gartengrundstücke (sogenannte „Gütle“) auszeichnet.

## Schutzzweck
Schutzzweck des Landschaftsschutzgebietes ist laut Schutzgebietsverordnung:
1. Schutz der extensiven Flächenutzung als Streuobstwiese im Gewann »Kressart« und als typisches obstbaumbestandenes Stuttgarter »Gütlesgebiet« im Gewann »Dornhalde«;
2. Erhalt des luftreinen und wenig lärmbelasteten Naherholungsgebiet es für die Bevölkerung Sonnenbergs und Kaltentals;
3. Erhalt und Förderung der freien Zugänglichkeit der offenen Landschaft, insbesondere der Streuobstwiese im Gewann »Kressart«;
4. Erhalt der in der Wechselwirkung zwischen historischen Nutzungsformen und Oberflächenausbildung beispielhaften landschaftlichen Ausprägungen dieses Keupergebietes;
5. Erhalt der landschaftstypischen Kleingewässer »Schwälblesklinge« und »Kohlbach« sowie der zahlreichen geologischen Kleinaufschlüsse in den Waldgebieten »Haldenwald« und »Kohlhau«;
6. Bestandserhaltung der heimischen Vegetation entsprechend der Begriffsbestimmung des Bundesnaturschutzgesetzes insbesondere durch Förderung von Neu- und Nachpflanzungen der in den jeweiligen Gewannen standorttypischen Gewächse;
7. Erhalt des sich an die Landschaftsschutzgebiete »Waldfriedhof-Dornhalde« und »Schimmelhüttenweg« anschließenden Wald- und Streuobstwiesengebietes als Teil des von Heslach bis nach Kaltental reichenden Biotopverbundsystems;
8. Sicherung des kombinierten Lebensraumes aus Kleingewässern, Mischwald und offener Landschaft als Rückzugsgebiet besonders geschützter Tierarten, insbesondere des Feuersalamanders, des Bergmolches und der vom Aussterben bedrohten Vogelarten Mittelspecht, Halsbandschnäpper und Wendehals;
9. Entwicklung und Förderung ökologischer Ausgleichsflächen, insbesondere durch den Rückbau vorhandener Sperren und Entsiegelung von Bodenflächen;
10. Erhalt und Förderung des naturnahen Verlaufs und der biologischen Durchgängigkeit der »Schwälblesklinge« und des »Kohlbaches«;
11. Erhalt der durch extensive Bewirtschaftung gewährleitsteten Vegetationsvielfalt als Voraussetzung der Lebensraumsicherung vieler Brutvögel, insbesondere der vom Aussterben bedrohten Vogelarten Mittelspecht, Halsbandschnäpper und Grauspecht;
12. Sicherung der artenreichen Mischwaldgebiete »Haldenwald« und »Kohlhau« in ihrer Artenvielfalt u. a. als Standort besonders geschützter Pilzarten sowie von Orchideen.